# ديمون هاريس
ديمون هاريس (بالإنجليزية: Damon Harris)‏ هو مغني أمريكي، ولد في 17 يوليو 1950 في بالتيمور في الولايات المتحدة، وتوفي بنفس المكان في 18 فبراير 2013 بسبب سرطان البروستاتا.

## وصلات خارجية
- الموقع الرسمي
- ديمون هاريس على موقع IMDb (الإنجليزية)
- ديمون هاريس على موقع ميوزك برينز (الإنجليزية)
- ديمون هاريس على موقع ديسكوغز (الإنجليزية)